# 失くした体
『失くした体』（J'ai perdu mon corps）は、ジェレミー・クラパン監督による2019年のフランスのアニメ映画である。第72回カンヌ国際映画祭の国際批評家週間でワールド・プレミアが行われ、アニメ映画としては同部門では史上初めてネスプレッソ大賞を獲得した。フランス、トルコ、ベネルクス、中国を除く世界各国で、2019年11月29日よりNetflixで配信されている。

## キャスト
| キャラクター | 原語（フランス語）声優   | 英語吹き替え         | 日本語吹き替え                |
| ------------ | ------------------------ | -------------------- | ----------------------------- |
| ナオフェル   | ハキム・ファリス         | デーヴ・パテール     | 木島隆一 藤野蒼生（少年時代） |
| ガブリエル   | ヴィクトワール・デュボワ | アリア・ショウカット | 志田有彩                      |
| ジジ         | パトリック・ダスンサオ   | ジョージ・ウェント   | ふくまつ進紗                  |

- その他の日本語吹き替え出演者 - 川田紳司、山口協佳、川原元幸、石黒史剛、唐戸俊太郎、高宮彩織、佐藤しのぶ、佐々木祐介、岡本幸輔、中西正樹

### 日本版スタッフ
- 字幕翻訳 - 芹ヶ野太郎
- 吹替翻訳 - 高部義之
- 演出 - 打越領一
- 録音・調整 - 猪本純
- 録音スタジオ - オムニバス・ジャパン
- 制作 - ACクリエイト

## 公開
2019年5月にカンヌでプレミア上映された後、Netflixがフランス、トルコ、中国、ベネルクス諸国を除く国際配給権を獲得した。

## 受賞とノミネート
| 映画祭・賞                       | 授賞式        | 部門           | 候補                 | 結果 | 参照  |
| -------------------------------- | ------------- | -------------- | -------------------- | ---- | ----- |
| カンヌ国際映画祭                 | 2019年5月22日 | 国際批評家週間 | ジェレミー・クラパン | 受賞 | [ 7 ] |
| アヌシー国際アニメーション映画祭 | 2019年6月15日 | 長編映画賞     | ジェレミー・クラパン | 受賞 | [ 8 ] |
| アヌシー国際アニメーション映画祭 | 2019年6月15日 | 観客賞         | ジェレミー・クラパン | 受賞 | [ 8 ] |

## 外部リン ク
- 失くした体 - Netflix
- 失くした体 - allcinema
- I Lost My Body - IMDb（英語）